# Raid de l'Oceà Índic (1942)

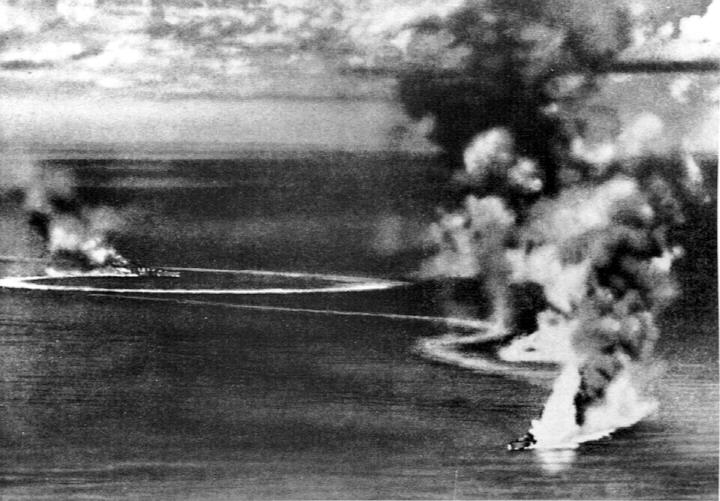
Els vaixells cuirassats britànics, HMS Dorsetshire 40 6 i HMS Cornwall 56 2, danyats per l'atac aeri japonès el 5 d'abril de 1942

El raid de l'Oceà Índic, en anglès: Indian Ocean raid (conegut al Japó com Operació C) va ser una incursió naval portada a terme per les forces japoneses (Kido Butai) des del 31 de març al 10 d'abril de 1942 contra els vaixells dels Al·liats i les seves bases situades a l'oceà Índic. Va ser executada per una força de 6 portaavions. més l'escorta, de l'Armada Imperial Japonesa durant la Segona Guerra Mundial.
L'objectiu japonès, que era el de destruir la força naval britànica a l'Índic, va ser completat parcialment, atès que la major part de la flota enemiga escapà cap a l'oest de l'Oceà Índic, a Àfrica oriental. No obstant, els soldats britànics no van rebre suport naval durant l'etapa inicial de la campanya de Birmània.
L'alt comandament japonès estava a càrrec de Chūichi Nagumo

## Resultats
Pel costat britànic es va constatar la debilitat de la RAF a Sri Lanka. L'almirall Somerville va aconseguir evitar la destrucció dels portaavions Indomitable i Formidable, ja que aquests van ser enviats a l'oest abans de l'inici dels atacs japonesos.
A Sri lanka i Malàisia hi havia les majors reserves de cautxú natural de l'Imperi britànic i Malàisia ja estava ocupada pels japonesos malgrat que aquests no van aconseguir envair Sri lanka, però van atacar la seva capital, Colombo.
Si alguna vegada els japonesos s'havien plantejat envair Ceilan, la simbòlica incursió Doolittle hi va evitar. A partir d'aleshores l'Alt Comandament Japonès se centraria en l'Oceà Pacífic i hi enviaria els seus portaavions. La batalla de Midway trencaria l'equilibri en favor dels Estats Units.